# Тержиш
Те́ржиш (порт. Ribeira de Terges) — река в Португалии, в округе Бежа, правый приток реки Гвадиана.
Берёт начало в горах Серра-ду-Калдейран, протекает по территории муниципалитетов Каштру-Верди, Бежа и Мертола и впадает в реку Гвадиана. Река ограничивает с севера Национальный парк Вале-ду-Гвадиана. На берегах реки расположены посёлки Алберноа, Энтрадаш.

## Характеристика реки
Длина реки 140 км, площадь бассейна — 52 км². Среднегодовой расход воды 0,17 м³/с. Осадки выпадают неравномерно в течение года, в среднем их количество составляет 485 мм. С конца весны (апрель-май) до осени (октябрь-ноябрь) течение реки прерывается, русло разделяется на группы мелководных водоёмов площадью до 50 м² и глубиной менее 50 см.

## Хозяйственная деятельность
Около 92 % площади бассейна заняты землями сельскохозяйственного назначения, которые используются преимущественно под пастбища, 3 % — землями населённых пунктов и на 5 % сохранилась естественная растительность. В бассейне реки проживает около 1500 человек.

## Притоки
- Рибейра-ду-Вале-де-Акор